# Dilano van 't Hoff
Dilano van 't Hoff (26 tháng 7 năm 2004 – 1 tháng 7 năm 2023) là một tay đua người Hà Lan, anh là nhà vô địch Giải vô địch Tây Ban Nha F4 năm 2021. Anh qua đời trong một vụ tai nạn trong cuộc đua Giải vô địch công thức khu vực châu Âu tại Circuit de Spa-Francorchamps ở Bỉ.

## Cuộc đời và Sự nghiệp

### Đua xe kart
Anh bắt đầu sự nghiệp đua xe kart quốc tế của mình khi mới 11 tuổi, thi đấu tại SKUSA SuperNationals. Tay vợt người Hà Lan về thứ ba trong cả IAME Euro Series và IAME International Final năm 2018, cùng năm mà anh ấy đứng thứ sáu trong mùa giải đầu tiên của Giải vô địch châu Âu. Anh ấy đã kết thúc năm sau ở vị trí thứ năm trong cùng một chuỗi, lần này là ở hạng OK, và giành được Trofeo delle Industrie với Forza Racing.

### Công thức thấp
Vào năm 2021, Anh ra mắt xe một chỗ với Xcel Motorsport trong Giải vô địch Công thức 4 UAE. Mùa giải của anh ấy đã bắt đầu thành công, vì mặc dù bị đình trệ khi bắt đầu cuộc đua đầu tiên, nhưng tay đua người Hà Lan vẫn có thể về đích trở lại vị trí thứ hai trong cuộc đua đó và sẽ giành chiến thắng trong hai cuộc đua tiếp theo, sau khi xuất phát ở cả hai cuộc đua ở vị trí quán quân. Van 't Hoff sau đó đã có thể nới rộng khoảng cách với đối thủ gần nhất Enzo Trulli bằng cách thắng thêm hai cuộc đua nữa ở vòng tiếp theo tại Yas Marina. Tiếp theo giành chiến thắng ở vòng ba trong Dubai Van 't Hoff sẽ để thua Trulli do bị truất quyền thi đấu trong cuộc đua cuối cùng của sự kiện áp chót, tước đi của anh ta khỏi một bục khác và nhiều điểm quan trọng hơn cho chức vô địch. Anh ấy cuối cùng sẽ thua Trulli chỉ một điểm trong vòng cuối cùng.
Đối với chiến dịch chính của mình, Van 't Hoff đã tham gia MP Motorsport trong Giải vô địch F4 Tây Ban Nha. Hai lần chiến thắng đầu tiên của anh ấy đến ở vòng đầu tiên của loạt trận tại Circuit de Spa-Francorchamps, và Van 't Hoff sau đó đã lên sáu lần liên tiếp, trong đó có ba chiến thắng và ba lần lên bục tại Algarve. Anh đã ghi được chiến thắng tiếp theo trong cuộc đua nước rút tại Circuit Ricardo Tormo sau khi người chiến thắng ban đầu Daniel Macia bị phạt vì mở rộng giới hạn đường đua, và tiếp theo là một bục khác trong cuộc đua thứ ba. Ở vòng áp chót của mùa giải, van 't Hoff đã hoàn thành một cú hat-trick vô địch và giành chiến thắng trong cuộc đua, qua đó giành chức vô địch.

## Qua đời
Anh tử nạn vào ngày 1 tháng 7 năm 2023 trong cuộc đua Công thức Khu vực Giải vô địch Châu Âu (FRECA) tại Spa-Francorchamps dưới trời mưa lớn. Vụ va chạm nhiều ô tô xảy ra ở lối ra Raidillon, ngay trước đoạn thẳng Kemmel, và còn có sự tham gia của Joshua Dufek, Adam Fitzgerald, Enzo Scionti và Tim Tramnitz.
Anh mất kiểm soát đi thẳng vào Kemmel. Xe của anh sau đó bị xe của Fitzgerald đâm vào hông. Một phút mặc niệm đã được tổ chức tại cuộc đua 24 Giờ Spa vào cuối tuần đó, cũng như Giải Grand Prix Áo diễn ra đồng thời, và tất cả các hoạt động lễ hội xung quanh 24 Giờ Spa đều bị hủy bỏ. Nhiều người trong cộng đồng đua xe thể thao bày tỏ sự kính trọng với Dilano, bao gồm cả tay đua Công thức 1 Lance Stroll, người cho rằng vụ tai nạn là không cần thiết và kêu gọi thay đổi vòng đua Spa-Francorchamps do các sự cố trong quá khứ, bao gồm cả vụ tai nạn chết người ở Công thức 2 người lái xe Anthoine Hubert ở cùng một góc vào năm 2019.

## Kỷ lục cuộc đua

### Tóm tắt sự nghiệp đua xe
| Mùa     | Loạt                                    | Đội                 | chủng tộc | thắng | người Ba Lan | F/Vòng | bục phát biểu | điểm          | Chức vụ |
| ------- | --------------------------------------- | ------------------- | --------- | ----- | ------------ | ------ | ------------- | ------------- | ------- |
| 2021    | Giải vô địch Công thức 4 UAE            | Xe thể thao Xcel    | 20        | 5     | 13           | 10     | 12            | 318           | lần 2   |
| 2021    | Giải vô địch F4 Tây Ban Nha             | MP Motorsport       | 21        | 10    | 13           | 6      | 16            | 361           | 1       |
| 2021    | Giải vô địch công thức khu vực châu Âu  | MP Motorsport       | 6         | 0     | 0            | 0      | 0             | 0             | NC†     |
| 2021    | Giải vô địch Công thức 4 UAE – Vòng cúp | MP Motorsport       | 1         | 0     | 0            | 0      | 0             | không áp dụng | DNF     |
| 2022    | Giải vô địch công thức khu vực châu Á   | Pinnacle Motorsport | 12        | 0     | 1            | 0      | 1             | 51            | ngày 13 |
| 2022    | Giải vô địch công thức khu vực châu Âu  | MP Motorsport       | 13        | 0     | 0            | 0      | 1             | 16            | ngày 19 |
| 2023    | Giải vô địch công thức khu vực châu Âu  | MP Motorsport       | 8         | 0     | 0            | 0      | 0             | 8             | thứ 18* |
| Source: |                                         |                     |           |       |              |        |               |               |         |

† Vì Van 't Hoff là tài xế khách nên anh ấy không đủ điều kiện để ghi điểm.

* Phần vẫn đang diễn ra.

### Toàn bộ kết quả Giải vô địch F4 UAE
(key) (Các cuộc đua trong đậm biểu thị vị trí cột) (Các cuộc đua trong in nghiêng biểu thị vòng đua nhanh nhất)
| Năm     | Đội              | 1        | 2        | 3        | 4      | 5        | 6        | 7        | số 8     | 9      | 10       | 11     | 12       | 13       | 14       | 15       | 16         | 17       | 18       | 19       | 20     | tư thế | điểm |
| ------- | ---------------- | -------- | -------- | -------- | ------ | -------- | -------- | -------- | -------- | ------ | -------- | ------ | -------- | -------- | -------- | -------- | ---------- | -------- | -------- | -------- | ------ | ------ | ---- |
| 2021    | Xe thể thao Xcel | DUB1 1 2 | DUB1 2 1 | DUB1 3 1 | DUB1 4 | YMC1 1 2 | YMC1 2 1 | YMC1 3 1 | YMC1 4 5 | DUB2 1 | DUB2 2 5 | DUB2 3 | DUB2 4 3 | YMC2 1 4 | YMC2 2 3 | YMC2 3 2 | YMC2 4 DSQ | DUB3 1 8 | DUB3 2 7 | DUB3 3 2 | DUB3 4 | lần 2  | 318  |
| Source: |                  |          |          |          |        |          |          |          |          |        |          |        |          |          |          |          |            |          |          |          |        |        |      |

### Hoàn thành kết quả Giải vô địch Tây Ban Nha F4
(key) (Các cuộc đua trong đậm biểu thị vị trí cột) (Các cuộc đua trong in nghiêng biểu thị vòng đua nhanh nhất)
| Năm     | Đội           | 1     | 2     | 3       | 4       | 5       | 6       | 7       | số 8  | 9       | 10    | 11    | 12      | 13       | 14      | 15      | 16    | 17      | 18      | 19    | 20       | 21        | tư thế   | điểm |
| ------- | ------------- | ----- | ----- | ------- | ------- | ------- | ------- | ------- | ----- | ------- | ----- | ----- | ------- | -------- | ------- | ------- | ----- | ------- | ------- | ----- | -------- | --------- | -------- | ---- |
| 2021    | MP Motorsport | SPA 1 | SPA 2 | SPA 3 1 | NAV 1 2 | NAV 2 4 | NAV 3 1 | ALG 1 3 | ALG 2 | ALG 3 1 | ARA 1 | ARA 2 | ARA 3 4 | CRT 1 20 | CRT 2 1 | CRT 3 2 | JER 1 | JER 2 1 | JER 3 1 | CAT 1 | CAT 2 13 | CAT 3 Ret | thứ nhất | 361  |
| Source: |               |       |       |         |         |         |         |         |       |         |       |       |         |          |         |         |       |         |         |       |          |           |          |      |

### Hoàn thành kết quả giải vô địch châu Âu khu vực công thức
(key) (Các cuộc đua trong đậm biểu thị vị trí cột) (Các cuộc đua trong in nghiêng biểu thị vòng đua nhanh nhất)
| Năm     | Đội           | 1         | 2        | 3         | 4        | 5         | 6        | 7         | số 8     | 9        | 10       | 11    | 12    | 13       | 14       | 15       | 16        | 17       | 18        | 19       | 20       | DC       | điểm  |
| ------- | ------------- | --------- | -------- | --------- | -------- | --------- | -------- | --------- | -------- | -------- | -------- | ----- | ----- | -------- | -------- | -------- | --------- | -------- | --------- | -------- | -------- | -------- | ----- |
| 2021    | MP Motorsport | IMO 1     | IMO 2    | CAT 1     | CAT 2    | MCO 1     | MCO 2    | LEC 1     | LEC 2    | ZAN 1    | ZAN 2    | SPA 1 | SPA 2 | RBR 1    | RBR 2    | VAL 1 20 | VAL 2 Ret | MUG 1 25 | MUG 2 21  | MNZ 1 24 | MNZ 2 15 | NC†      | 0     |
| 2022    | MP Motorsport | MNZ 1 Ret | MNZ 2 19 | IMO 1 21  | IMO 2 18 | MCO 1 DNQ | MCO 2 20 | LEC 1     | LEC 2    | ZAN 1 WD | ZAN 2 WD | HUN 1 | HUN 2 | SPA 1 27 | SPA 2 24 | RBR 1 20 | RBR 2 Ret | CAT 1 3  | CAT 2 Ret | MUG 1 20 | MUG 2 9  | ngày 19  | 17    |
| 2023    | MP Motorsport | IMO 1 14  | IMO 2 7  | CAT 1 Ret | CAT 2 22 | HUN 1 23  | HUN 2 9  | SPA 1 30‡ | SPA 2 19 | MUG 1    | MUG 2    | LEC 1 | LEC 2 | RBR 1    | RBR 2    | MNZ 1    | MNZ 2     | ZAN 1    | ZAN 2     | HOC 1    | HOC 2    | ngày 18* | số 8* |
| Source: |               |           |          |           |          |           |          |           |          |          |          |       |       |          |          |          |           |          |           |          |          |          |       |

† Vì Van 't Hoff là tài xế khách nên anh ấy không đủ điều kiện để ghi điểm.

‡ Chưa hoàn thành, nhưng đã được phân loại.

* Phần vẫn đang diễn ra.

### Toàn bộ kết quả Giải vô địch Châu Á Công thức Khu vực
(key) (Các cuộc đua trong in đậm biểu thị vị trí cột) (Các cuộc đua trong in nghiêng biểu thị vòng đua nhanh nhất trong số mười người về đích hàng đầu)
| Năm     | người dự thi        | 1         | 2         | 3         | 4       | 5         | 6         | 7       | số 8    | 9     | 10      | 11       | 12       | 13      | 14      | 15       | DC      | điểm |
| ------- | ------------------- | --------- | --------- | --------- | ------- | --------- | --------- | ------- | ------- | ----- | ------- | -------- | -------- | ------- | ------- | -------- | ------- | ---- |
| 2022    | Pinnacle Motorsport | ABU 1 DNS | ABU 2 DNS | ABU 3 DNS | DUB 1 7 | DUB 2 Ret | DUB 3 24† | DUB 1 7 | DUB 2 6 | DUB 3 | DUB 1 8 | DUB 2 13 | DUB 3 12 | ABU 1 9 | ABU 2 5 | ABU 3 11 | ngày 13 | 51   |
| Source: |                     |           |           |           |         |           |           |         |         |       |         |          |          |         |         |          |         |      |

† Chưa hoàn thành, nhưng đã được phân loại.